# Оборона Сигуэнсы
Оборона Сигуэнсы (исп. Batalla de Sigüenza) — одно из сражений в начале гражданской войны в Испании, проходившее с 7 августа по 15 октября 1936 года северо-восточнее Мадрида.

## Бои на подступах к городу
С началом гражданской войны республиканцы 25 июля заняли Сигуэнсу. В последующие дни они подожгли несколько церквей и убили епископа.
В свою очередь, мятежники продвинулись из Сории и Мединасели и начали занимать позиции вокруг города. Они также заняли Атьенсу и Алколеа-дель-Пинар. Из этого последнего города 7 августа националисты предприняли безуспешную попытку взять Сигуэнсу.
16 августа республиканцы контратаковали в направлении Атьенсы. Расположенные там мятежники легко отбросили их и начали продвигаться к Сигуэнсе, но из-за недостатка сил остановились в Имоне. 21 августа республиканцы снова пытались остановить продвижение сил националистов в Риба-де-Сантиусте.
28-29 августа ополченцы безуспешно пытались отобрать Имон у мятежников.
2 сентября колонна националистов Ф. Гарсиа-Эскамесы овладевает городом Уэрмесес-дель-Серро в 15 км к западу от Сигуэнсы. 7 сентября собор Сигуэнсы начал обстреливаться артиллерией националистов, которые уже достигли Алькунесы, с позиций у Мохареса, всего в 5 километрах от города.
29 и 30 сентября Сигуэнса была практически окружена и подверглась сильной бомбардировке самолётами немецкого Легиона Кондор. Сложилась неопределённая ситуация, и полковник Хименес Орге, один из руководителей обороны города, предложил покинуть город, в случае, если не прибудет подкрепление.
3 октября националисты объединили свои разрозненные силы в дивизию «Сория», командовать которой назначается «полковник» (он же генерал) Хосе Москардо. Его задача — прикрыть фронт между Ревентоном и Мединасели и, согласно приказу генерала Эмилио Мола, «занять Сигуэнсу и медленно продвигаться, чтобы занять позицию на линии Хадраке — Альмадронес, расширяя фронт, если позволят обстоятельства, до Когольюдо». Дивизия состоит из двух колонн: «Сомосьерра», под командованием полковника Гарсиа Эскамеса, и «Сигуэнса», под командованием полковника Марцо.
Офицеры, командующие республиканскими войсками, защищающими город, решили укрепиться в соборе, как в крепости, в ожидании подкрепления. Начинается подготовка к обороне. В собор свозятся продукты, боеприпасы и оружие, в том числе много гранат, 1200 винтовок, 13 станковых пулемётов Гочкис и один 50-мм миномёт.
2 октября в город со стороны Гвадалахары подходит последний бронепоезд, которому удалось прорвать блокаду: он привозит боеприпасы, но ни одного солдата.
5 октября республиканский комендант Сигуэнсы Мартинес де Арагон покидает город в поисках подкрепления из Мадрида или Гвадалахары.

## Оборона
8 октября, после сильной авиационной поддержки, мятежники пошли на штурм города и быстро заняли его. В соборе укрылась группа из 500 ополченцев и около 200 мирных жителей. Войска националистов, с целью принудить защитников к сдаче, начинают подвергать его интенсивному ружейному и артиллерийскому обстрелу.
12 октября республиканцами предпринимаются две попытки прорвать осаду, но они заканчиваются безуспешно.
13 октября националисты возобновили артиллерийский огонь по стенам собора, нанеся значительный ущерб многим частям храма. В течение двух последующих дней и ночей небольшим группам ополченцев удаётся бежать, используя динамитные шашки.
15 октября, оставшиеся в осаде, без воды, полностью деморализованные, в разрушенном соборе, начинают переговоры с осаждающими, которые готовы согласиться только на безоговорочную капитуляцию республиканцев. Около 5:30 утра из собора начинают выходить первые ополченцы и мирные жители. В это время комендант Мартинес де Арагон находился менее чем в 20 километрах от города с колонной подкрепления, которая, однако, возвращается в Гвадалахару ещё до известия о капитуляции.
16 октября, после недели осады, разрушенный собор, покрытый трупами, достался силам мятежников. Немного позже 157 человек из числа пленных были расстреляны националистами.